# Arbeca
Arbeca ist eine katalanische Gemeinde in der Provinz Lleida im Nordosten Spaniens mit 2.081 Einwohnern (Stand: 2024). Sie ist Teil der Comarca Garrigues.

## Geographische Lage
Arbeca liegt etwa 30 Kilometer ostsüdöstlich von Lleida.

## Geschichte
Nahe der heutigen Ortschaft liegt Els Vilars, eine Befestigung aus der Zeit um 750 vor Christus.

## Wirtschaft
Die Landwirtschaft besitzt traditionell eine große Bedeutung, insbesondere der Anbau von Oliven, Getreide, Mandeln und Obst. Heute findet sich auch eine breitgefächerter Industrie- und Dienstleistungssektor.
Das in der Region erzeugte Olivenöl ist weltweit begehrt, besonders das Öl der Sorte Arbequina. In der Mitte des 20. Jahrhunderts wurde dieses Öl fast vollständig nach Italien ausgeführt und dort als italienisches Öl verkauft oder zur Verbesserung der eigenen Produkte untergemischt.

## Sehenswürdigkeiten
- Kastell Palau
- Kirche Sant Jaume
- Rathaus
- Juliana-Quelle
- Olivenanbaugenossenschaft Arbequina

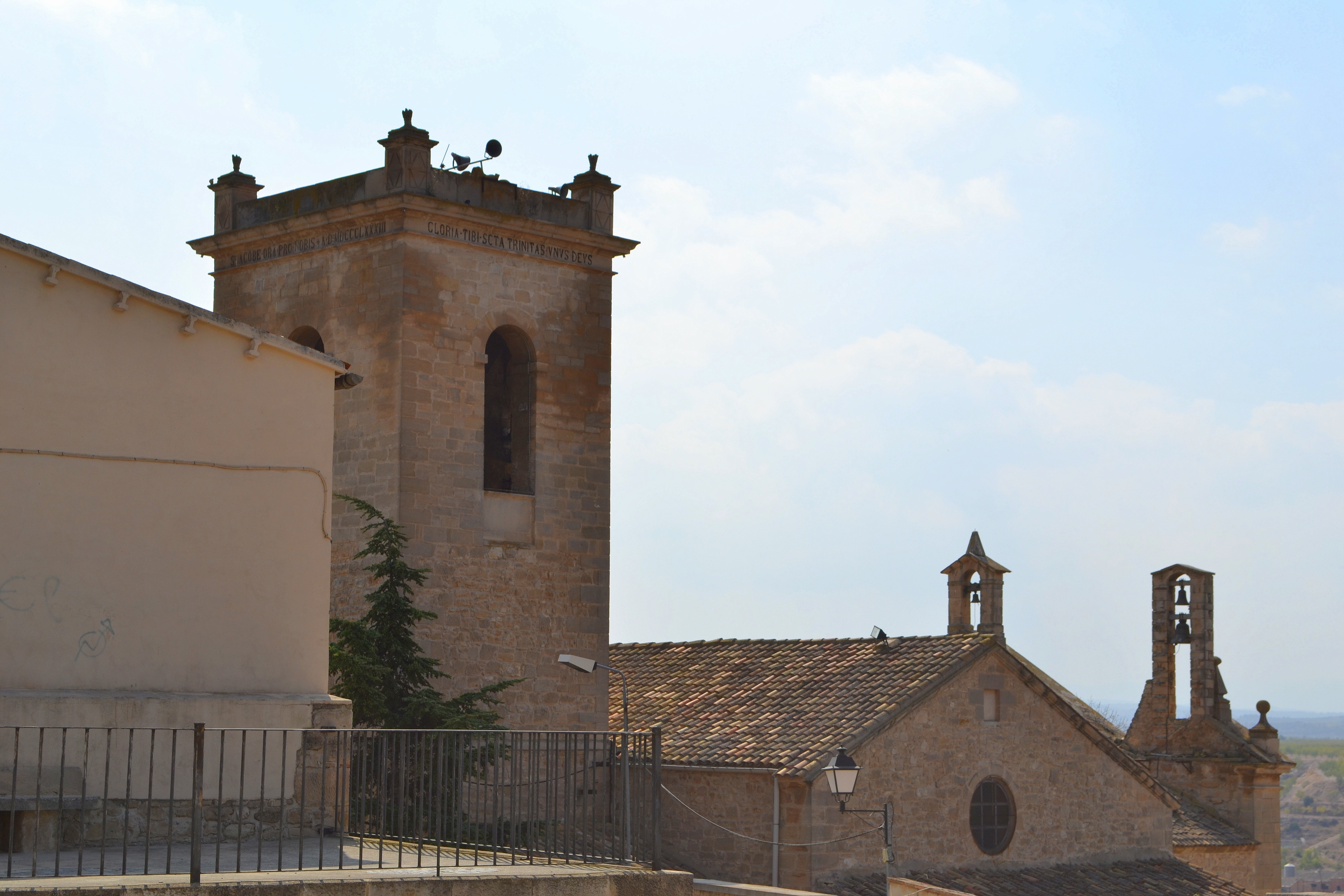
Kirche Sant Jaume
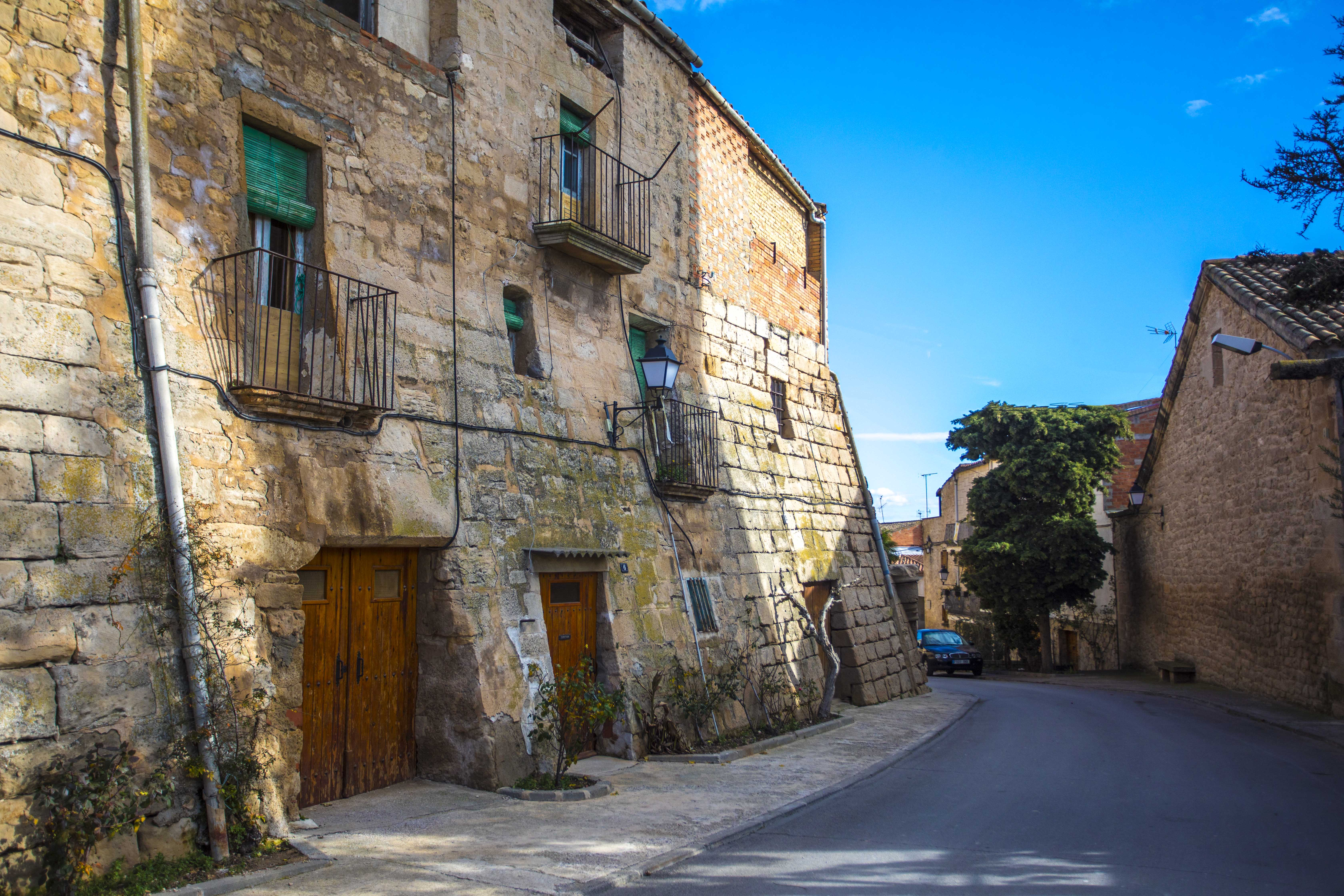
Kastell Palau
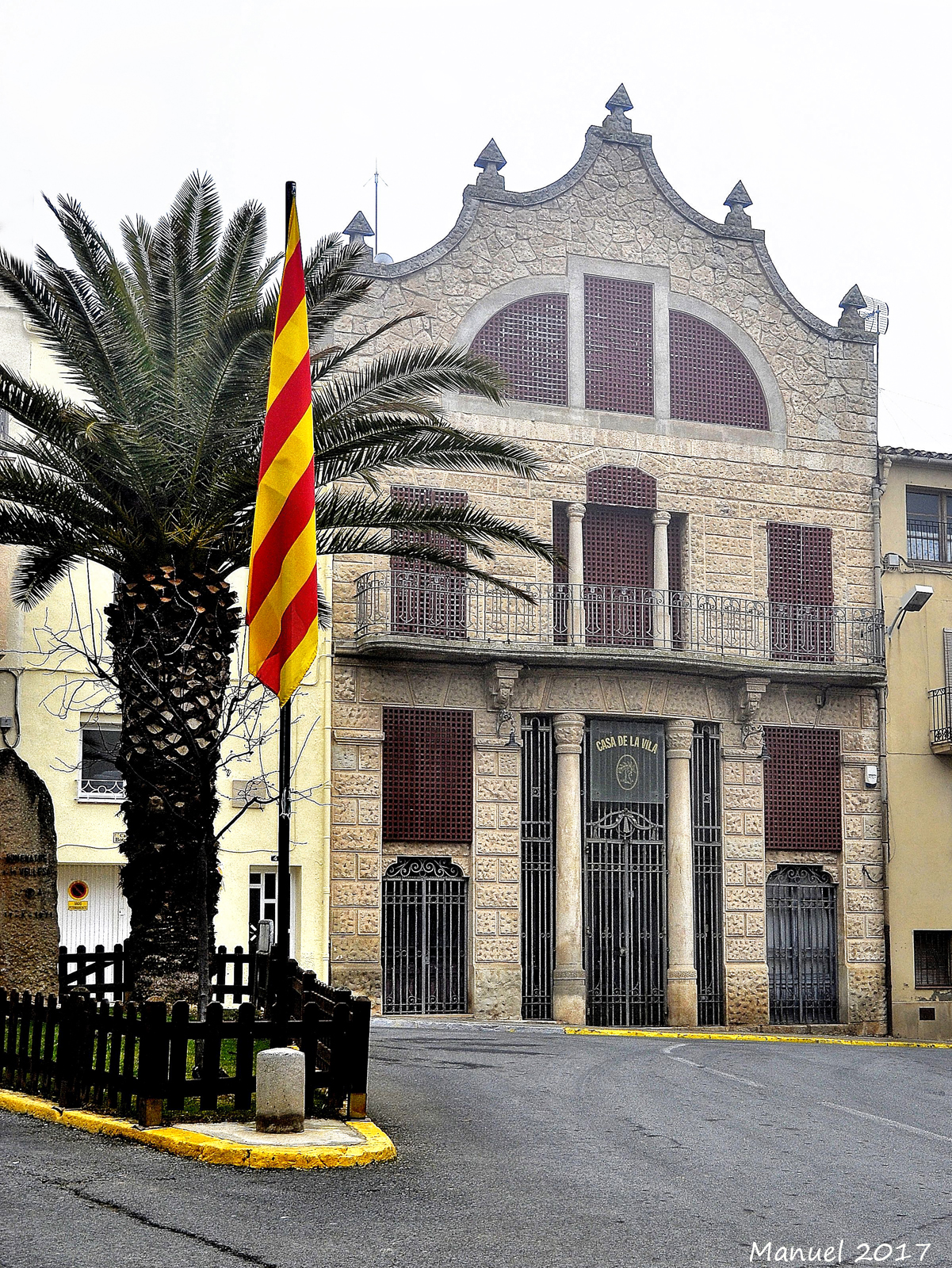
Rathaus
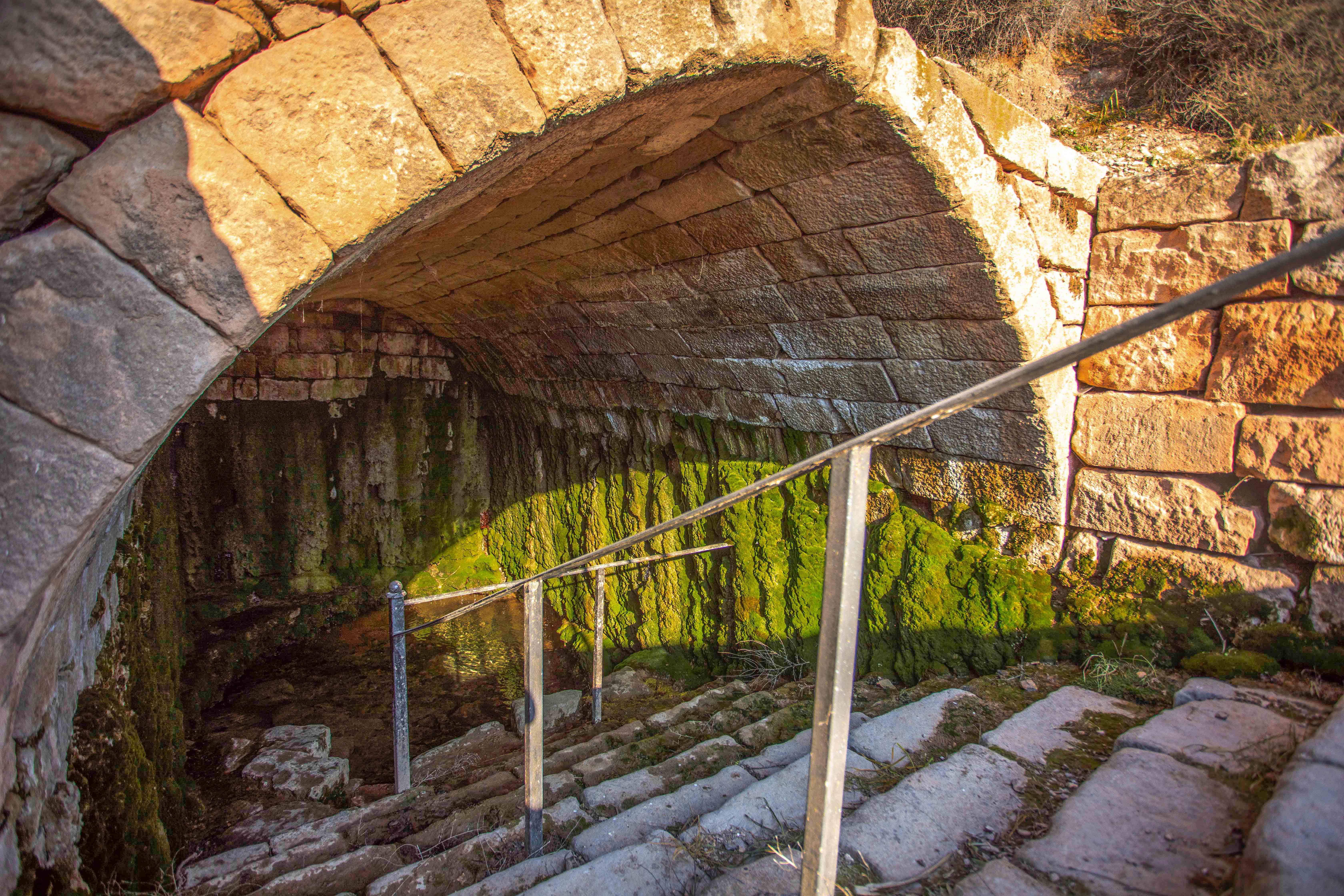
Juliana-Quelle
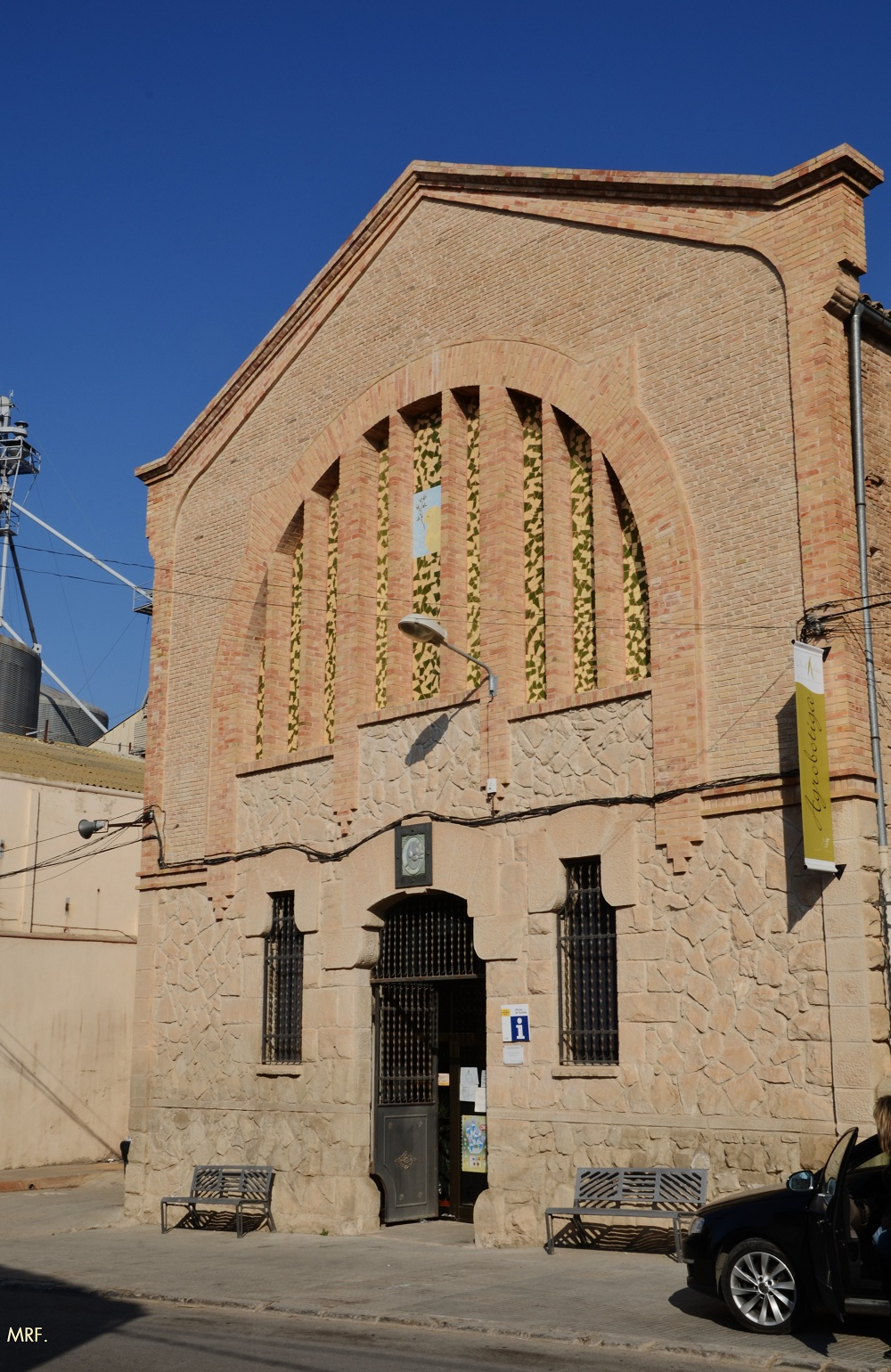
Sitz der Genossenschaft Arbequina

## Persönlichkeiten
- Joan March (1582–1658), Benediktinermönch und Komponist
- Maria Rius (1909–1970), Gewerkschafterin